# Улахан-Эбя
Улахан-Эбя (якут. Улахан Эбэ) — посёлок в Хоптогинском наслеге Чурапчинском улусе Якутии.

## География
Посёлок расположено в таёжной зоне в 42 км к юго-западу от Чурапчи (центра улуса) и в 26 км от села Диринг (центр наслега).

## Экономика и инфраструктура
В Улахан-Эбя был участок совхоза имени Эрилик Эристина. Развито мясо-молочное скотоводство, коневодство.

## Население
| 2002 | 2010 | 2021 |
| ---- | ---- | ---- |
| 73   | ↘53  | ↘23  |

## Ссылка
- sakha.gov.ru — официальный сайт информационного портала Республики Саха (Якутия)